# Abainville
Abainville ist eine französische Gemeinde mit 282 Einwohnern (Stand 1. Januar 2022) im Département Meuse in der Region Grand Est (bis 2015 Lothringen). Sie gehört zum Arrondissement Commercy sowie zum Kanton Ligny-en-Barrois und ist Mitglied im Gemeindeverband Val d’Ornois.

## Geographie

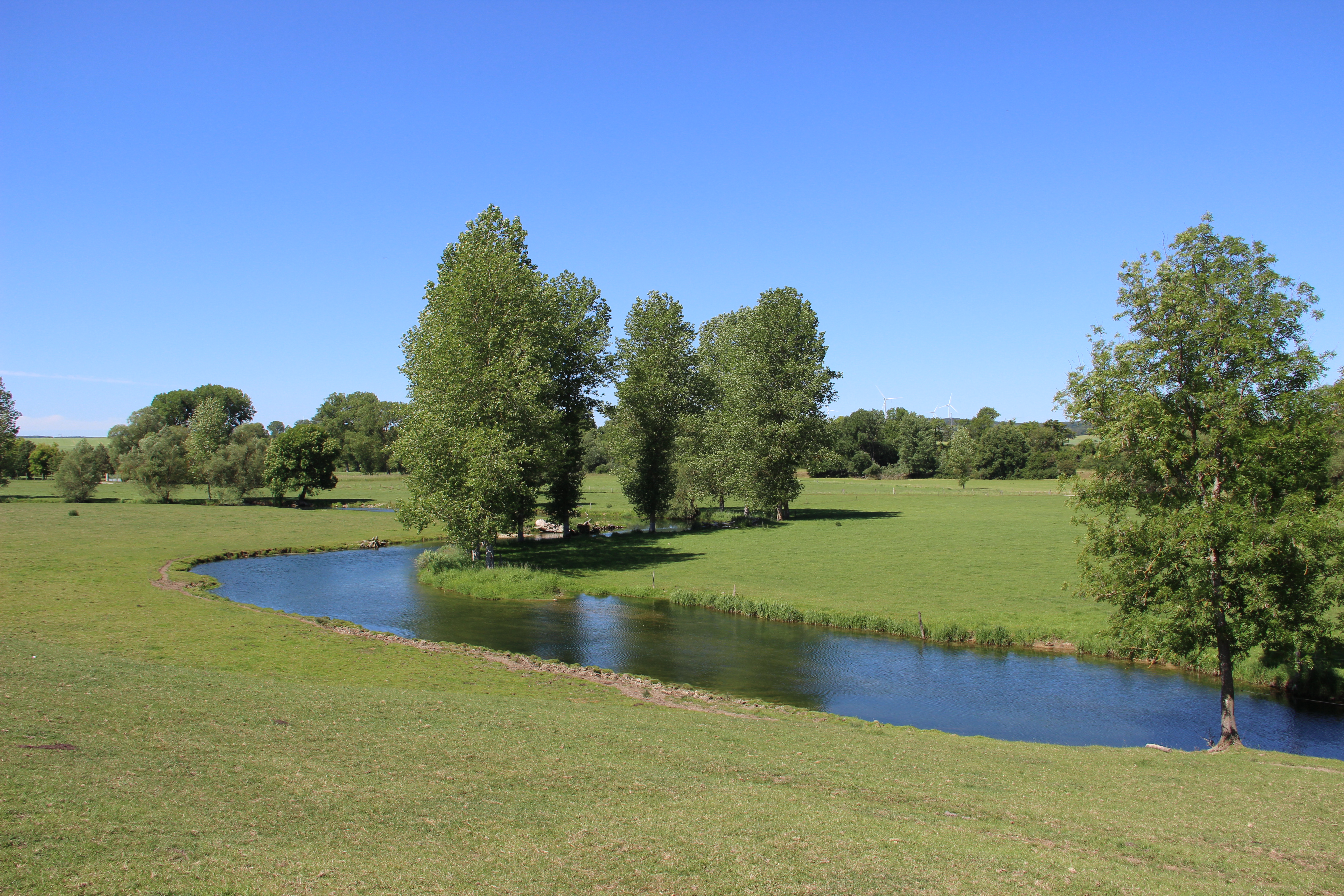
Der Ornain bei Abainville

Die Gemeinde liegt rund 55 Kilometer südwestlich von Nancy im Tal des Flusses Ornain. Nachbargemeinden sind Delouze-Rosières im Nordosten, Badonvilliers-Gérauvilliers im Osten, Gondrecourt-le-Château im Süden, Bonnet im Westen und Houdelaincourt im Nordwesten.

### Verkehrsanbindung
Die Gemeinde wird überwiegend durch die Départementsstraße D966 versorgt, die dem Fluss Ornain folgt. Auch der Fluss selbst ist von verkehrstechnischer Bedeutung, der er bis zur Nachbargemeinde Houdelaincourt als Schifffahrtskanal ausgebaut ist und einen Stichkanal des Canal de la Marne au Rhin darstellt.

## Geschichte
Eine frühe Erwähnung der Siedlung stammt aus dem Jahr 1151 unter dem Namen Abunivilla.
Der Hochofen im Wappen veranschaulicht die florierende Stahlindustrie in Abainville bis zum Anfang des 20. Jahrhunderts. Hammer und Meißel symbolisieren die Verarbeitung von Granit.

## Bevölkerungsentwicklung
| Jahr      | 1962 | 1968 | 1975 | 1982 | 1990 | 1999 | 2006 | 2019 |
| Einwohner | 349  | 369  | 327  | 349  | 305  | 318  | 342  | 290  |

## Sehenswürdigkeiten
- Kirche Saint-Martin, erbaut 1625